# Ishida Mitsunari

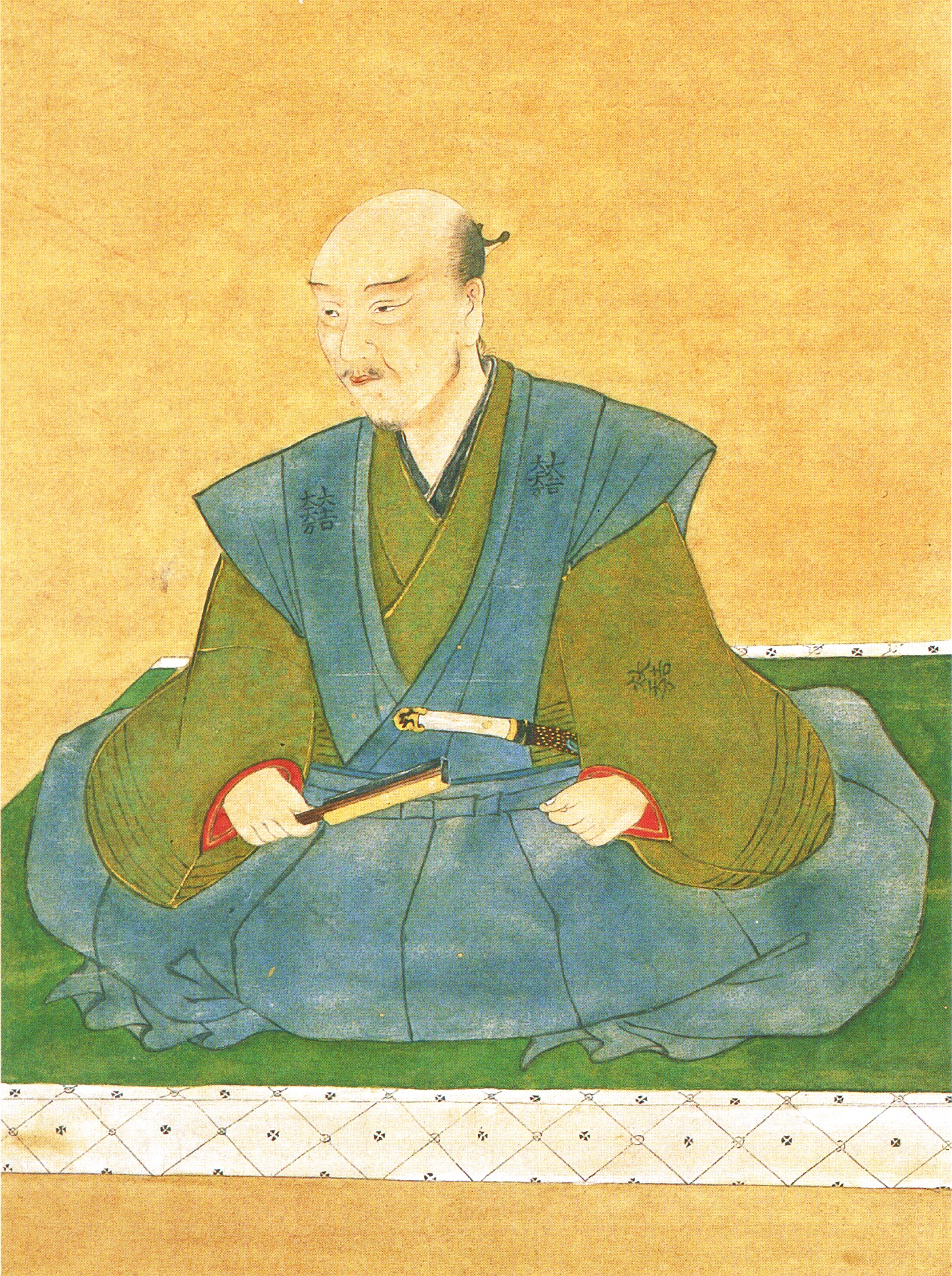
Ishida Mitsunari

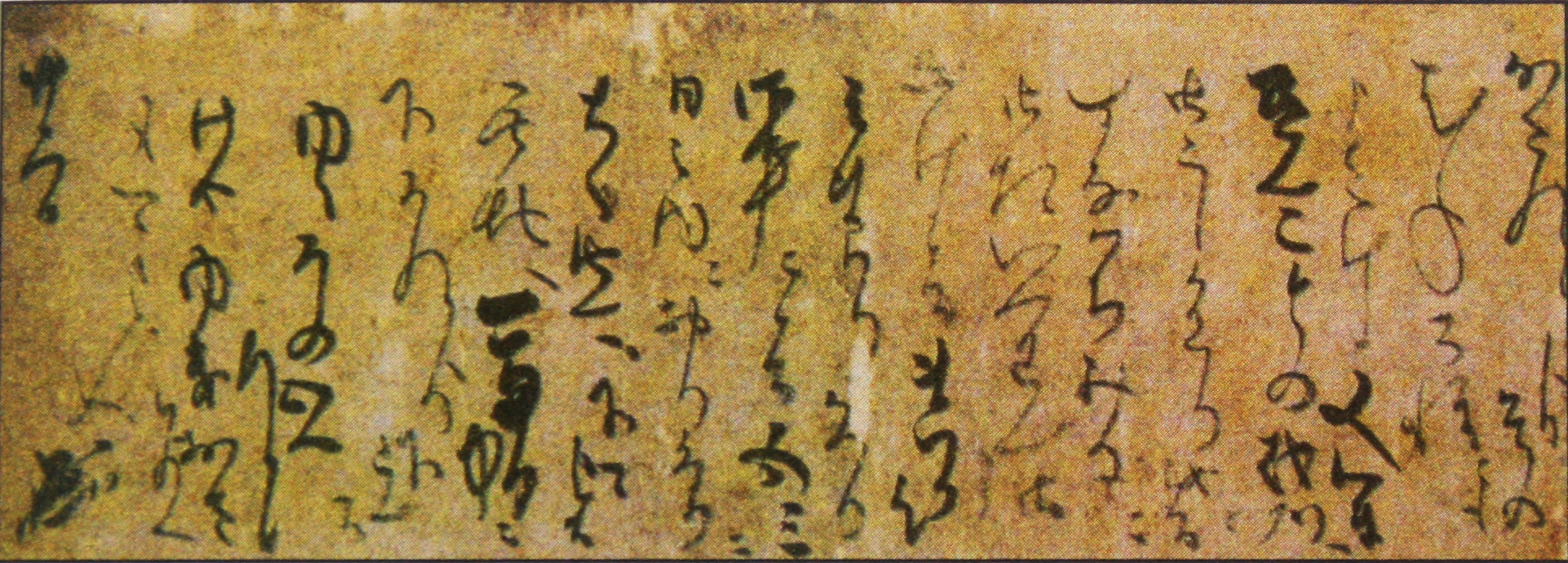
Brief Ishida Mitsunaris an Toyotomi Hideyoshi

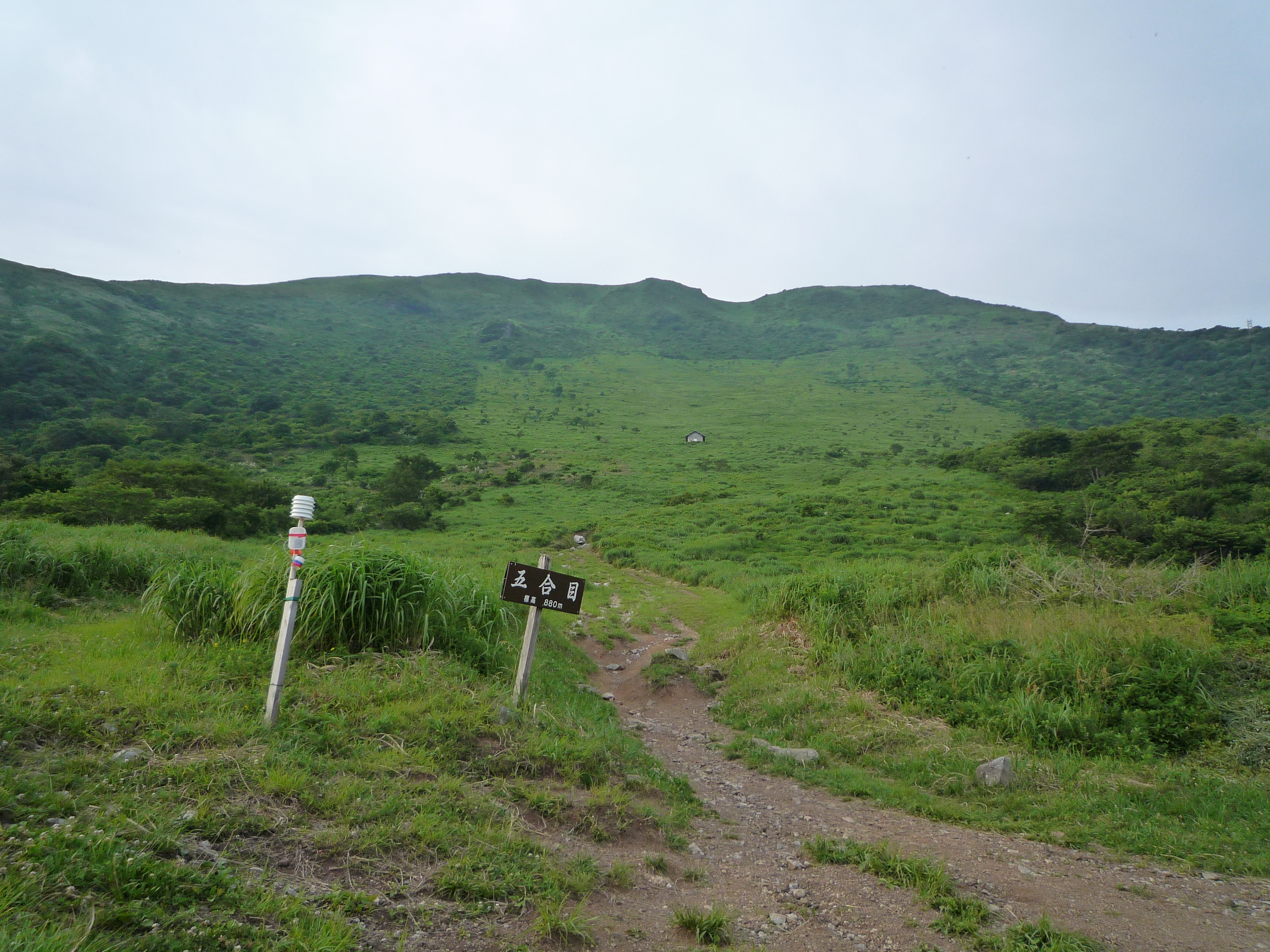
Der Berg Ibuki und das Schlachtfeld von Sekigahara

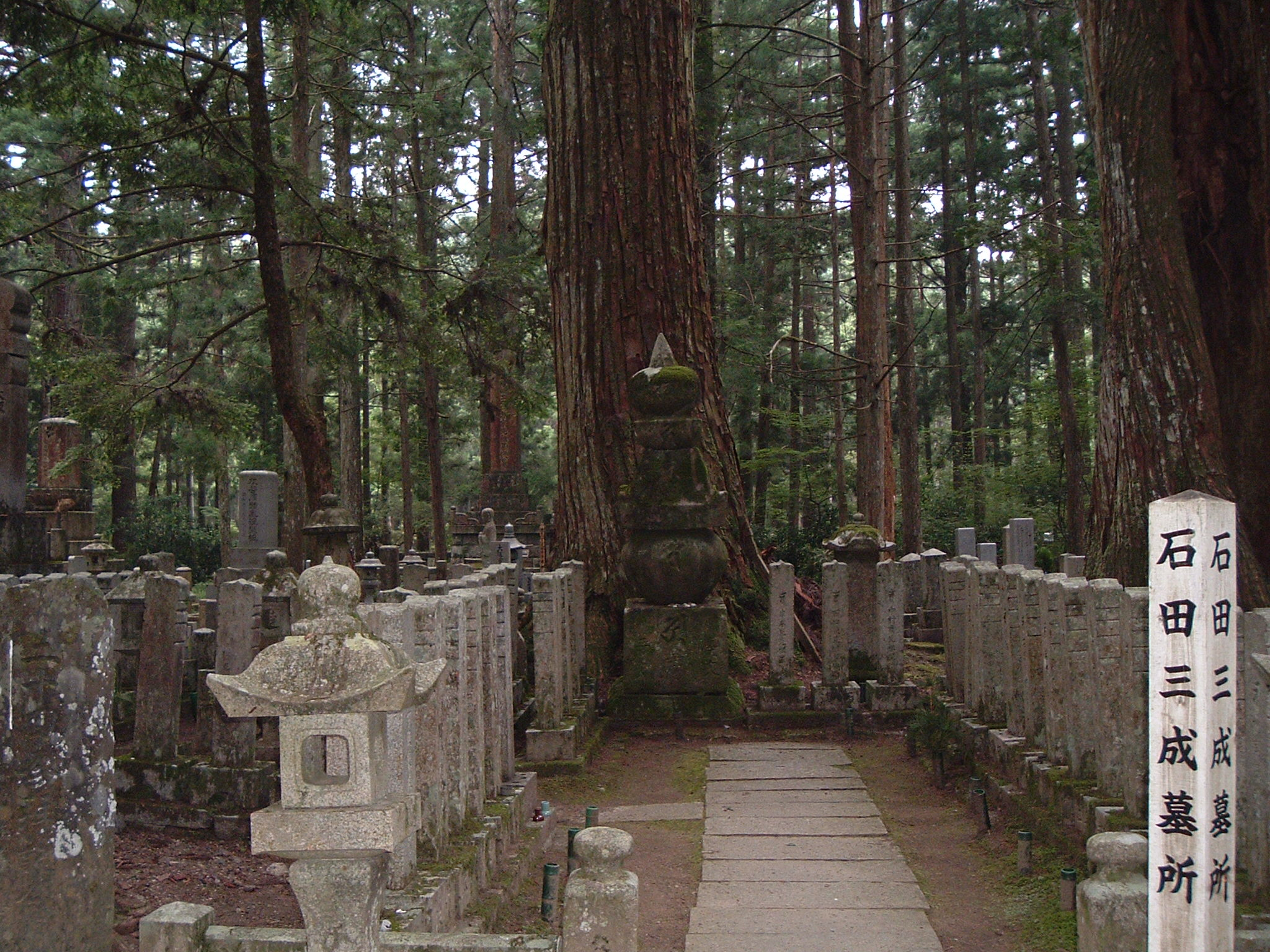
Okunoin Friedhof in Wakayama mit dem Grab Ishida Mitsunaris

Das Emblem (mon) von Ishida Mitsunari

Ishida Mitsunari (japanisch 石田 三成, auch Ishida Kazushige; * 1560 in Ōmi; † 6. November 1600 (traditionell: Keichō 5/10/1) in Kyōto) war ein Samurai und Heerführer, der in der Schlacht von Sekigahara gegen das Bündnis des späteren Shōgun Tokugawa Ieyasu unterlag.

## Leben
Ishida war der Sohn von Ishida Masatsugu.
Nach der Vernichtung des Azai-Clans 1573, dem seine Familie gedient hatte, trat er in die Dienste von Toyotomi Hideyoshi, an dessen Kriegszügen er teilnahm. Nach der erfolgreichen Machtübernahme durch seinen Herrn ab 1582 stieg er zu einem der einflussreichsten Vasallen Toyotomis auf, dessen Freundschaft er gewann und erhielt ein Lehen als Daimyō von Sawayama in seiner Heimatprovinz, das ihm mit 500.000 koku ein hohes Einkommen sicherte.
In der Regierungsmannschaft Toyotomis war Ishida für die Finanzen zuständig, später wurde er zusammen mit seinem älteren Bruder Ishida Masazumi Herr über Osaka. Bürokratisch veranlagt, war er auch für seinen Starrsinn bekannt, der ihn schon zu Toyotomis Zeiten mit einigen Daimyos in Konflikt kommen ließ. 1597 war er während des zweiten Imjin-Feldzugs zum Inspekteur der Truppen ernannt worden und hatte sich durch sein Verhalten den Hass von Kuroda Yoshitaka und Kobayakawa Hideaki zugezogen.
Nach dem Tod Toyotomis 1598 entbrannte der Konflikt um die Nachfolge, denn Toyotomi hinterließ nur einen kleinen Sohn, Toyotomi Hideyori, der nominell Nachfolger seines Vaters war. Der Rat der Fünf Regenten konnte den Konflikt nicht verhindern. Er warf dem Tokugawa-Clan berechtigterweise vor, dass es ihm nicht um den Erben und letzten Willen Toyotomis ging, sondern nur um die Vermehrung der eigenen Macht. 1599 versuchte Ishida Tokugawa Ieyasu ermorden zu lassen, scheiterte jedoch daran und entkam selbst nur knapp dem Tokugawa-Clan. Ebenfalls nahm er auf Schloss Osaka Teile des Tokugawa-Clans, die meisten davon aber Frauen, als Geiseln gefangen, was ihm jedoch im Machtkampf keinen Vorteil brachte.
Ishida erreichte es, dass mehrere große Daimyos sich seiner Koalition gegen Tokugawa Ieyasu anschlossen und suchte daraufhin die Entscheidung auf dem Kriegswege herbeizuführen. Im Vorfeld der Schlacht von Sekigahara belagerte Ishida Torii Mototada mit der Garnison der Burg Fushimi durch seine weit überlegene Armee. Über 10 Tage hielt die Garnison stand, bevor sie fiel. Dadurch erhielt Ieyasu die Gelegenheit, eine schlagkräftige Armee aufzustellen. Die Garnison wurde jedoch komplett aufgerieben und Mototada beging Seppuku.
Die endgültige Entscheidung fiel dann in der Schlacht von Sekigahara am 21. Oktober 1600, in der Ishida als De-facto-Befehlshaber der Westarmee des Toyotomi-Lagers von der Ostarmee des Tokugawa-Lagers besiegt wurde. Dieser Sieg Tokugawas wurde durch den Verrat von Kobayakawa Hideaki errungen, der spät mit seinen 8000 Kriegern in die Schlacht eingriff, aber nicht auf der Seite Ishidas, wie es eigentlich geplant war. Im anschließenden Schlachtenverlauf liefen dann weitere treulose Daimyos zu Tokugawa Ieyasu über.
Ishida Mitsunari wurde auf der anschließenden Flucht nach der verlorenen Schlacht gefangen genommen und in Kyōto enthauptet, sein Vater und sein älterer Bruder begingen vorher Seppuku. Sein Kopf wurde zur Abschreckung öffentlich ausgestellt, verschwand jedoch, einem Gerücht nach, auf mysteriöse Weise alsbald.
Seine sterblichen Überreste wurden auf dem Friedhof Okunoin (奥の院) in Kōya-san in den Bergen südlich von Osaka bestattet, dem größten und bedeutendsten Friedhof Japans.
Er hatte mit seiner Frau drei Söhne (Shigeie, Shigenari und Sakichi) und drei Töchter (nur der Name der jüngsten Tochter ist bekannt, Tatsuko), sowie ein weiteres Kind mit seiner Mätresse.

## Shogun
Im Roman Shogun von James Clavell wird Ishida als Ishido dargestellt. In der Fernsehserie Shogun mit Richard Chamberlain in der Hauptrolle, die nach dem Roman verfilmt worden ist, spielt der japanische Schauspieler Nobuo Kaneko die Rolle des Ishidos. Im Film The Legend of Goemon (2009) von Kazuaki Kiriya zählt Ishida Mitsunari zu den Bösewichten und wird von dem damals 28-jährigen Jun Kaname verkörpert.
In der Neuverfilmung von Shogun (2024) übernimmt Takehiro Hira die Rolle des Ishido.